# Seb Fontaine
Seb Fontaine (né Jean-Sebastien Douglas Fontaine le 14 juillet 1970) est un disc jockey et producteur britannique de musique électronique.

## Biographie
Fontaine donne son premier concert de DJ au Crazy Larry's sur Kings Road, à Londres, mais il évolue rapidement évolué vers une résidence au Fridge à Brixton en 1989. Après avoir travaillé dans d'autres clubs londoniens (Subteranea, Billion Dollar Babes), il devient DJ résident dans l'une des plus grandes boîtes de nuit du Royaume-Uni, Cream, et participe également à ses soirées à Ibiza.
En 2000, il rejoint BBC Radio 1 en tant que DJ spécialisé dans la danse, animant une émission hebdomadaire, ainsi que des émissions de Radio 1 à l'extérieur à Ibiza, avant de quitter la station en 2004 et de faire équipe avec Julian Peake sous le nom de Reflekt. En 2024, il joue au Socialite Canterbury.
Il sort également un certain nombre de disques, principalement des albums mixés, et agit en tant que producteur de remixes pour des titres tels que ceux des Outhere Brothers. Il est également associé à la marque Type, qu'il utilise pour nommer à la fois des soirées en club et des sorties d'albums. 

## Discographie

### Albums studio
- 1999 : Prototype
- 1999 : Prototype, Vol. 2
- 2000 : Prototype, Vol. 3
- 2001 : Prototype, Vol. 4
- 2002 : Horizons
- 2003 : Perfecto Presents: Seb Fontaine
- 2004 : Perfecto Presents: Type
- 2007 : Type Vol. 2

### Compilations mixées
- 1995 : A Retrospective of House '91 - '95, Vol. 2
- 1996 : Ministry of Sound Presents: One Half of a Whole Decade
- 1997 : An Introspective of House: 1st Dimension
- 1997 : An Introspective of House: 2nd Dimension
- 1997 : An Introspective of House: Platinum
- 1998 : Various - Elements (1st Testament) (mixé par Seb fontaine et Tony De Vit)
- 1998 : Cream Anthems
- 1999 : Cream Ibiza: Departures
- 2000 : Cream Resident
- 2001 : Creamfields